# Liste der Bischöfe von Couserans
Die folgenden Personen waren Bischöfe von Couserans (Frankreich):
- um 451: Heiliger Valerius
- 506 bis um 548: Glycerius
- 549–551: Theodorus
- um 614: Johannes I.
- Heiliger Quintianus
- † ca. 663: Heiliger Licerius
- um 663 oder 664: Sesemundus
- Maurolenus
- um 788 bis um 791: Francolinus
- um 879: Wainardus
- um 887: Rogerius oder Roger I.
- 973–978: Bernardus oder Bernard I.
- um 1019: Atto
- um 1025: Berengarius oder Béranger I.
- um 1035: Bernard II. Raymond
- 1068–1078: Pelet
- 1078–1085: Sedisvakanz
- 1085–1095: Wilhelm I. oder Guilielmus
- 1117–1120: Jordanes I.
- 1120–1155: Petrus oder Pierre I.
- 1165–1177: Rogerius oder Roger II.
- um 1177: Augustinus
- Stephanus (?)
- um 1180: Auger I. (oder Augerius I.)
- 1190–1191: Arnoldus oder Arnaldus I.
- 1195–1198: Laurentius
- 1208–1211: Navarrus d’Acqs (Haus Dax)
- 1213: Sance oder Sanchius
- um 1226: Raymond I. (oder Raymundus I.)
- um 1229: Cerebrun
- 1246 bis 4. Oktober 1270: Nikolaus
- um 1273: Petrus oder Pierre II.
- ?–16. Oktober 1275: Raymond II. de Sobole oder de Saboulies
- 1277 bis um 1279: Raymond III. de Rostoil
- 1279 bis 1. Juni 1303: Auger II. (oder Augustin) de Montfaucon
- 1303 bis 31. Mai 1309: Bernard III. de Montaigu
- ca. 1313 bis 31. Mai 1329: Arnaldus II. Fredeti
- 27. Juni 1329 bis 1336: Raymond IV. de Montaigu
- um 1336 bis um 1337: Antonius d’Aspel
- um 1337–1342: Pierre III. de Palude
- Durandus
- 1354 bis 1. Dezember 1358: Canardus
- um 1358–1360 oder 1361: Jean II. de Rochechouart (Haus Rochechouart)
- um 1361 bis 17. Oktober 1362: Béranger II.
- 10. Dezember 1362 bis 1368: Ponce de Villemur
- 1371–1381: Kardinal Amelius de Lautrec
- 1381–1384: Arnaldus III.
- 1384–1389: Pierre IV.
- 1390: Robert
- 1391: Gérald oder Gérard I.
- um 1391? – 13. August 1398: Raymond V.
- Wilhelm II.
- Réol (?)
- 1409 bis 19. Juli 1412: Sicard (oder Aicard) de Burguiroles
- um 1412 oder 1413 (17. Januar): Guillaume III. Beau-Maître
- 1417–1425: Guillaume IV. de Nalajo
- 10. September 1425 bis 1432: Gérard II. Faidit
- 1433–1438?: Jean III.
- 1439: Guillaume d’Estouteville
- 23. März 1439 bis um 1441: André
- 17. Mai 1441 bis 1443: Jourdain II. d’Aure (Haus Aure)
- 1443 bis um 1444: Raymond VI. de Tullio
- 1444–1461: Tristan d’Aure (Haus Aure)
- 1462–1475: Guiscard d’Aubusson
- 1480–1515: Jean IV. d’Aule
- 1515–1523: Charles de Gramont
- 1523–1524: Gabriel de Gramont
- 1524–1548: Ménald de Martory
- 1548–1574: Hector d’Ossun
- 1581–1584: François Bonard
- 1593–1612: Jérôme de Langue
- 1614 bis 14. November 1621: Octave de Saint-Lary de Bellegarde (Haus Saint-Lary)
- 10. März 1624 bis 1641: Bruno Ruade
- 1642–1652: Pierre V. de Marca (auch Erzbischof von Toulouse)
- 28. Mai 1652 bis 22. Januar 1680: Bernard IV. de Marmiesse
- 1680 bis 24. Dezember 1707: Gabriel II. de Saint-Estève
- 24. Juni 1708 bis 1725: Isaac-Jacob de Verthamont
- 12. Januar 1727 bis 1752: Jean-François de Macheco de Prémeaux
- 22. Oktober 1752 bis 28. September 1779: Joseph de Saint-André-Marnays de Vercel
- 1780–1790: Dominique de Lartic